# Honoré René Marchant
Pour les articles homonymes, voir Marchant.
Le baron Honoré René Marchant, né le 16 octobre 1764 à Nouâtre (Indre-et-Loire), mort le 13 août 1816 à Paris, est un général français.

## Biographie
Cousin germain de Jean Fortuné Boüin de Marigny, Honoré René Marchant entre en service le 1er avril 1790, comme commis dans les bureaux de la guerre, et il obtient le brevet de commissaire des guerres le 1er octobre 1791. Il sert à l’armée du Nord de 1792 à 1793, et le 16 juin 1793, il est nommé au grade d’ordonnateur.
De l'an II à l'an IV, il se trouve à l'armée des côtes de Cherbourg, où il assume les fonctions d’ordonnateur en chef. À la fin de cette campagne, le ministre de la guerre Aubert du Bayet le charge d’une direction au ministère. En l’an VII, il est attaché à l’armée Gallo-Batave, et il y reste jusqu’en l’an IX. Il est fait chevalier de la Légion d’honneur le 25 mars 1804.
De l'an XII à 1807, il sert successivement à l’armée des côtes, au camp de Montreuil et à la Grande Armée. Officier de la Légion d’honneur le 14 mai 1807, il est nommé commissaire ordonnateur du 6e corps d’armée de l’armée d’Espagne en 1808, avant de passer en 1811, à l’armée du Portugal, avec le titre d’ordonnateur en chef. Atteint d’infirmités graves, il sollicite sa mise à la retraite, qu’il obtient le 6 décembre 1811. Il quitte ses fonctions le 21 avril 1812.
Rappelé à l'activité par l’Empereur le 20 janvier 1813, il est chargé du service des hôpitaux du corps d’observation de l’Elbe, et il est créé baron de l’Empire par décret du 3 octobre 1813. Le 3 novembre de la même année, il est promu intendant général de la Grande Armée.
Lors de la première Restauration, le roi Louis XVIII, le fait chevalier de Saint-Louis le 23 août 1814, et le comprend, en qualité d’ordonnateur en chef, dans le travail préparatoire des fonctionnaires de ce corps conservés en activité. Jusqu’au commencement de 1815, il reçoit diverses destinations. Resté à Lyon le 10 mars 1815, après le départ du comte d’Artois et du maréchal Macdonald, il est envoyé par l’Empereur à l’armée des Alpes, puis dans la 20e division militaire à Périgueux. En juin 1815, il revient à Paris, pour y remplir les fonctions de secrétaire-général du ministère de la guerre, et plus tard celles de directeur de l’administration de guerre.

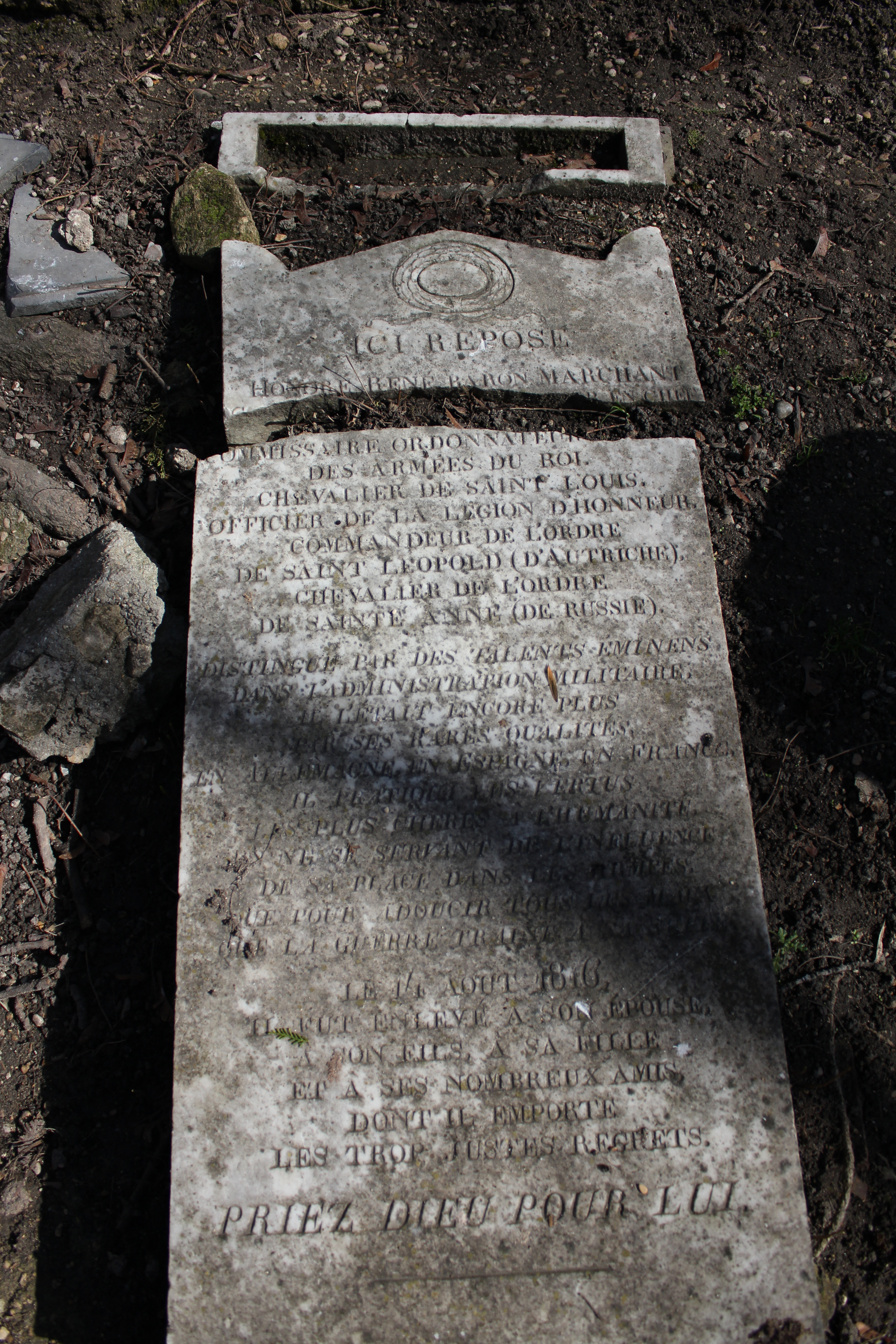
Tombe de l’intendant général Marchant au cimetière du Père-Lachaise

Mis en disponibilité en septembre 1815, il meurt le 13 août 1816 à Paris, et il est enterré dans la 11e division du cimetière du Père-Lachaise, à Paris.
Il est titulaire de la croix de commandeur de l’ordre de Léopold d’Autriche, et celle de chevalier de l’ordre de Sainte-Anne de Russie.
Marié à Marie Albertine Désirée de La Roche de La Ribellerie (qui, veuve, se remarie au général-comte Anselme-Louis d'Outremont de Minières), il est le grand-père de Mgr Hector-Albert Chaulet d'Outremont.

## Sources
1. ↑  Amis et Passionnés du Père Lachaise (APPL), « MARCHANT Honoré René, baron (1765-1816) », sur Cimetière du Père Lachaise – APPL, 22 janvier 2007 (consulté le 4 octobre 2024)

- A. Lievyns, Jean Maurice Verdot, Pierre Bégat, Fastes de la Légion-d'honneur, biographie de tous les décorés accompagnée de l'histoire législative et réglementaire de l'ordre, Tome 4, Bureau de l’administration, 1844, 640 p. (lire en ligne), p. 384.
- « La noblesse d’Empire » (consulté le 30 mai 2017)
- Vicomte Révérend, Armorial du premier empire, tome 3, Honoré Champion, libraire, Paris, 1897, p. 369.
- Léon Hennet, Etat militaire de France pour l’année 1793, Siège de la société, Paris, 1903, p. 45.
- Honoré René Marchant  sur roglo.eu